# Парламентские выборы на Коморских островах (2009)
Парламентские выборы в Союзе Коморских островов проходили 6 и 20 декабря 2009 года..

## Контекст выборов
Первоначально выборы должны были проходить в июле 2009 года, но были перенесены на более поздний период в связи с проведением Конституционного референдума.

## Результаты
В результате выборов, обнародованных 21 декабря 2009 года большинство мест парламента получила партия президента Ахмед Абдалла Самби. Оппозиция получила 5 мест, 3 из которых от острова Мвали.
| Президентская партия (Баобаб)                                            | 16 |
| Союзники президента                                                      | 3  |
| Оппозиция                                                                | 5  |
| Представители региональных ассамблей                                     | 9  |
| Всего                                                                    | 33 |
| Источник: Al Watwan Архивная копия от 24 февраля 2015 на Wayback Machine |    |